# St. Sebastian (Schongau)

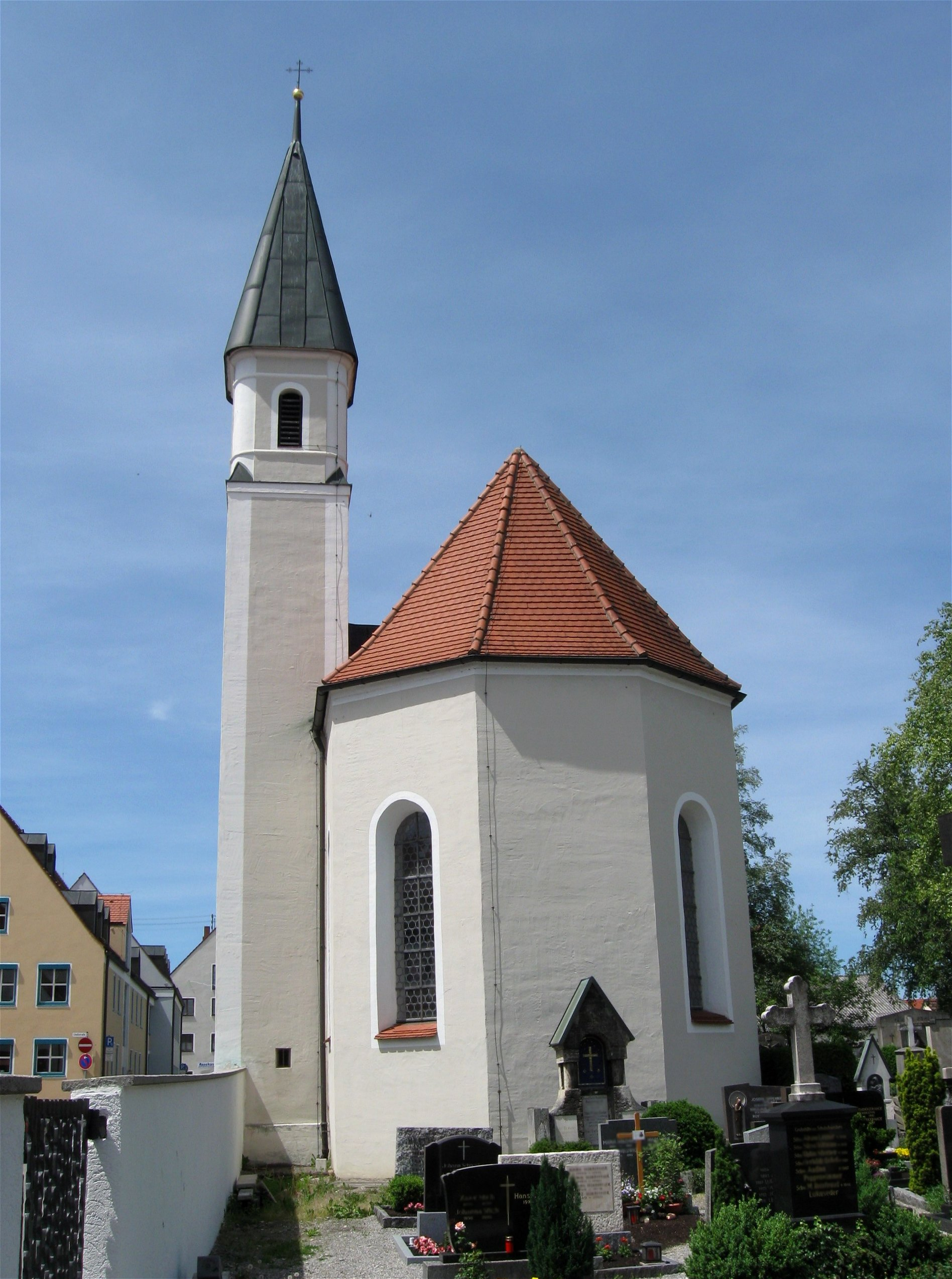
St. Sebastian in Schongau

Die römisch-katholische Friedhofskirche St. Sebastian steht in Schongau, einer Stadt im oberbayerischen Landkreis Weilheim-Schongau. Sie ist in der Liste der Baudenkmäler in Schongau als Baudenkmal unter der Nr. D-1-90-148-30 eingetragen. Die Kirche gehört zum Dekanat Weilheim-Schongau im Bistum Augsburg.

## Beschreibung
Die 1528 erbaute und erstmals 1628 urkundlich genannte Friedhofskirche wurde 1774 grundlegend umgestaltet, nachdem der Friedhof im Dreißigjährigen Krieg an die nördliche Ecke der Stadtmauer verlegt worden war. Die Saalkirche besteht aus dem Langhaus, dem eingezogenen, dreiseitig geschlossenen  Chor im Osten und dem Chorflankenturm an der Südwand des Chors, der im Kern vom Vorgängerbau von 1528 beibehalten wurde. Der mit einem Pyramidendach bedeckte obere Teil des Turms stammt von 1820. 
Bei Untersuchungen Anfang der 2020er-Jahre zeigte sich, dass Kunstwerke und tragende Elemente der Kirche stark von Holzwurm befallen waren. Erste Gegenmaßnahme war eine Begasung im Juni 2021; aber bis zum Abschluss einer umfassenden Sanierung wurde die Kirche für Besucher geschlossen.
Der Innenraum des Gebäudes ist mit einem Stichkappengewölbe überspannt. 
Mittelpunkt des fast wie ein Bühnenbild wirkenden Hochaltars von 1693 ist eine Statue des heiligen Sebastian, des Patrons der Kirche. Flankiert wird er von den Skulpturen des Benno von Meißen und des Rochus von Montpellier. Die drei Figuren sind Werke von Johann Pöllandt.